# Jesús Alfaro (beisbolista)
Jesús Alfaro, nacido como Jesús Antonio Alfaro Greaves (Maracaibo, Zulia de septiembre de 1958) es un exjugador de béisbol profesional. Jugó en su natal Venezuela, México, Italia y Estados Unidos.

## Reseña biográfica
Inició su carrera en las Águilas del Zulia donde jugó desde la temporada 1975-76 a 1979-80 cuando fue canjeado junto a su hermano el lanzador José Alfaro por Jesús Marcano Trillo al equipo de los Leones del Caracas, con quien debutó en la temporada 1980-81, jugó 15 temporadas; ganando seis campeonatos y la Serie del Caribe de 1982, disputada en Hermosillo, México, con el récord 5-1 (5 juegos ganados y sólo uno perdido).
Jugó principalmente como tercera base y estuvo en primera base cuando el equipo lo requería; entrenador a nivel de liga menor de los Baltimore Orioles; equipo del que ha sido observador, en la búsqueda de excelentes jugadores. No obstante, como jugador activo nunca pudo ascender a las Grandes Ligas.
Si bien tuvo una carrera exitosa como jugador activo como dirigente no tuvo la misma suerte, pues al ser nombrado mánager de Tiburones de La Guaira (equipo al cual llegó tras un cambio por Carlos Subero) en 2004 el equipo obtuvo una racha de 15 reveses en fila, superando su propia marca impuesta en la temporada 1993-94 con 14. Lo cual le valió su desvinculación y ulterior reemplazo por Luis Aparicio.
En el año 2014 ingresó al Salón de la Fama del Caribe, en una ceremonia realizada durante la Serie del Caribe de aquel año, en Porlamar, Margarita, Edo. Nueva Esparta.